# Haplidia wewalkai
Haplidia wewalkai är en skalbaggsart som beskrevs av Rudolph Petrovitz 1971. Haplidia wewalkai ingår i släktet Haplidia och familjen Melolonthidae. Inga underarter finns listade i Catalogue of Life.